# Cuerámaro
Cuerámaro es una localidad del estado mexicano de Guanajuato. Es la cabecera del municipio de Cuerámaro.

## Toponimia
El nombre «Cuerámaro» proviene del purépecha, su significado es «Al abrigo de los pantanos».

## Demografía
| Gráfica de evolución demográfica |
|                                  |

| Censo | Población |
| ----- | --------- |
| 1900  | 3 569     |
| 1910  | 3 947     |
| 1921  | 4 072     |
| 1930  | 3 533     |
| 1940  | 4 576     |
| 1950  | 5 307     |
| 1960  | 5 647     |
| 1970  | 7 807     |
| 1980  | 8 857     |
| 1990  | 11 741    |
| 2000  | 13 241    |
| 2010  | 13 948    |
| 2020  | 15 305    |